# Диомма
Диомма (V век) — святой из Килдимо. День памяти — 12 мая.
Святой Диомма (Diomma), согласно преданию, открыл дорогу к святости святому Деклану (память 24 июля) и другим святым. Его почитают покровителем в Килдимо, графство Лимерик, Ирландия.